# Бодега (Сан Мартин Идалго)
Бодега (шп. Bodega) насеље је у Мексику у савезној држави Халиско у општини Сан Мартин Идалго. Насеље се налази на надморској висини од 1320 м.

## Становништво
Према подацима из 2005. године у насељу је живело 6 становника.

### Хронологија
| Година       | 2005 |
| ------------ | ---- |
| Становништво | 6    |

### Попис
| # | Индикатор                        | Вредност |
| - | -------------------------------- | -------- |
| 1 | Укупно појединачних домаћинстава | 2        |